# Мари-Купта (Сернурский район)
Мари-Купта (мар. Купто) — деревня в Сернурском районе Республики Марий Эл. Входит в состав Верхнекугенерского сельского поселения.

## География
Находится в северо-восточной части республики Марий Эл на расстоянии приблизительно 8 км на юг от районного центра посёлка Сернур.

## История
Известна с 1836 года. Состояла из 23 дворов с населением 149 человек. Но в 1838 году число ревизских душ сократилось до 12. Часть жителей переселилась в другие деревни. По исследованиям 1857 и 1885 годов эта деревня уже не упоминается в документах. В 1932 году на место прежней деревни переселились жители деревни Таники родо. В 1975 году насчитывалось 18 хозяйств и 103 жителя. В 2005 году числилось 5 домов. В советское время работали колхозы «Марий Купта», «Чевер ужара».

## Население
Население составляло 6 человек (мари 100 %) в 2002 году, 5 в 2010.